# Pseudonicsara digitata
Pseudonicsara digitata är en insektsart som beskrevs av Sigfrid Ingrisch 2009. Pseudonicsara digitata ingår i släktet Pseudonicsara och familjen vårtbitare. Inga underarter finns listade i Catalogue of Life.